# Ari Huumonen
Ari Huumonen (Hämeenlinna, 5 de março de 1956) é um atleta finlandês aposentado de lançamento de disco.